# Szpital Żydowski w Łomży
Szpital Żydowski – dawny szpital położony w Łomży przy ulicy Senatorskiej 13. Od 1996 roku budynek III Liceum Ogólnokształcącego.

## Historia
Szpital powstał w 1897 roku w nowo wybudowanym budynku szpitalnym. Zlokalizowany na wzgórzu, w obrębie ulic Senatorskiej, Szkolnej i Woziwodzkiej.
W 1939 sowieckie władze okupacyjne przemianowały szpital żydowski na szpital miejski. Mieściło się w nim około 70 łóżek w czterech oddziałach: wewnętrznym, położniczym, chirurgicznym i zakaźnym. W latach 1941–1942 szpital znajdował się w obrębie Żydowskiej Dzielnicy Mieszkaniowej (getto). W wyniku działań wojennych budynek byłego szpitala żydowskiego uległ znacznemu zniszczeniu, pozostały jedynie zewnętrzne mury.
W 1946 podjęto odbudowę budynku. Po zakończeniu prac w 1951 budynek stał się siedzibą Publicznej Średniej Szkoły Zawodowej. W latach 1974–1977 dokonano rozbudowy gmachu poprzez dobudowanie trzeciej kondygnacji.
W 1996 budynek przy ul. Senatorskiej 13 stał się siedzibą III Liceum Ogólnokształcącego.

## Architektura
Po rozbudowie w latach 70. XX wieku budynek zmienił wygląd, jednak zachowano jego pierwotny układ: symetryczny, z bocznymi dwuosiowymi ryzalitami i rozmieszczeniem otworów okiennych. Korpus budynku trzykondygnacyjny, na wysokim cokole, podpiwniczony. Ściany budynku gładko tynkowane. Profilowany gzyms wokół szczytu budynku. Elewacja frontowa dziewięcioosiowa, symetryczna, z dwuosiowymi ryzalitami bocznymi. Pasmo środkowe pięcioosiowe, cofnięte. Wejście główne dekoracyjne, w środkowej części elewacji południowej dwie kolumny toskańskie o profilu kulistym. Elewacje ścian szczytowych sześcioosiowe, niesymetryczne, pierwsza oś ślepa. Podział pionowy i poziomy, analogiczny jak w elewacji frontowej. Elewacja północna dziewięcioosiowa. Ryzality boczne poszerzone do trójosiowej szerokości. Środkowa część trójosiowa, cofnięta w głąb budynku.